# Портрет дівчинки з булочкою
«Портрет дівчинки з булочкою» або «Портрет дівчинки з родини Ле Блон» (італ. Ritratto di bambina con ciambella) — картина італійської художниці Розальби Карр'єри (1675—1757), представниці венеційської школи. Створена 1725 року. З 1888 року зберігається у колекції Галереї Академії у Венеції.

## Опис
На портреті зображена дівчинка, ймовірно, донька генерального консула Франції у Мілані пана Ле Блона (у колекції Галереї Академії також зберігається портрет і самого консула).
Карр'єра розпочала роботу над портретом дівчинки 13 травня 1725 року, про що свідчить запис у щоденнику художниці. Карр'єра створювала свої образи шляхом накладання барвистих шарів, а блакитна підкладка фону надає їм незвичного сяйва. М'які тони, сповнені повітря і світла, передають ніжні риси дівчинки. Обравши доволі близьку точку зору, художниці досліджує модель, передаючи її погляд і ледь помітну посмішку.
Карр'єра передає ніжну грацію дитинства, змальовуючи і коштовну тканину сукні дівчинки, мережевий шарф, рожеву стрічку у волоссі і солодку булочку в руці.